# 4800 Вевері
4800 Вевері (4800 Veveri, 1989 TG17, 1979 YG6, 1984 UO4) — астероїд головного поясу, відкритий 9 жовтня 1989 року.
Тіссеранів параметр щодо Юпітера — 3,218.